# 民眾導報
《民衆導報》是發行於中華民國陝西省西安市的報紙，創刊於1945年5月21日。社址設於南院門公字5號，後遷北大街131號。陝西省民衆教育館主辦，館長王文光兼報社社長，前《老百姓》主編、活動家暨中共黨員李敷仁任總編輯。李敷仁主編期間，該報常批評國民政府及國民黨施政。1946年5月1日，李敷仁遭國民黨特情人員槍擊，後逃往延安。王文光繼續辦報。後王友直復興系控制該報。王文光任發行人，總編輯改爲和非玄。1949年5月，陕中战役時國軍敗退前夕停刊。